# راسيل دنلوب
راسيل دنلوب (بالإنجليزية: Russell Dunlop)‏ هو مغني أسترالي، ولد في 21 أكتوبر 1945 في بادينغتون ‏ في أستراليا، وتوفي في 16 مايو 2009.